# Sårbar (VU)
För andra betydelser, se Sårbar (olika betydelser).
Sårbar (VU) (engelska: Vulnerable) är en term som används inom rödlistning av arter. En art tillhör kategorin "sårbar" om den inte uppfyller något av kriterierna för vare sig "akut hotad" eller "starkt hotad", men löper stor risk att dö ut i vilt tillstånd i ett medellångt tidsperspektiv.

## Exempel

### Exempel på djur
- Dingo
- Alaskaspov
- Savannelefant

### Exempel på växter
- Amerikansk sekvoja
- Durio dulcis